# Bolitoglossa engelhardti
Bolitoglossa engelhardti är en groddjursart som först beskrevs av Schmidt 1936.  Bolitoglossa engelhardti ingår i släktet Bolitoglossa och familjen lunglösa salamandrar. IUCN kategoriserar arten globalt som starkt hotad. Inga underarter finns listade.